# 東吁縣
東吁縣，位于缅甸南部，是缅甸勃固省管辖之下的一个县。距离仰光220公里，位于勃固省的最东北，东面至西面皆被群山环绕。
这里最主要的产业是林业产品，包括取自山上的柚木和其他硬木。
東吁縣在1510年至1539年期间是缅甸東吁王朝的首都。